# Szilas Imre
Szilas Imre (1950. január 24. –) zeneszerző, zeneoktató, orgonista, a világ első beatmiséjének szerzője. Magyarországi tartózkodása alatt rendszeresen közreműködik az AcCordis Együttes koncertjein.

## Élete
Katolikusként nőtt fel. A Bosnyák téri templomba, Zuglóba járt. Az egyházzene nagy hatással volt rá.
8 éves korában templomban hallott orgonazenét, és abban a pillanatban tudta, hogy templomi zenész szeretne lenni. Énekelt a rádió gyermekkórusában, zongorázni, hegedülni tanult, orgonistának jelentkezett a konzervatóriumba, de zeneszerzés szakra vették fel.
A zeneiskolában a világhírű zenepedagógus, Kodály Zoltán módszere szerint fejlődött. Gyakran ment át Kodályhoz énekelni és zongorázni. A hatvanas évek elején kezdett beatmiséket írni, így a hazai keresztény könnyűzene indulása tulajdonképpen az ő nevéhez köthető. Az új műfaj első műve 1967 húsvétján az általa szerzett beatmise formájában szólalt meg az abonyi katolikus templomban. A rákövetkező év, 1968 húsvétján a Mátyás-templomban a Zenith zenekart a templom ifjúsági kórusa egészítette ki.  Az érdeklődők nem fértek be a templomba, a Szentháromság tér is tele volt fiatalokkal.
A Szent vagy, Uram! néhány húsvéti énekének szövegét és az Üdvözlégy Máriát dolgozta fel beat dallamokkal és hangszerekkel. (Ez volt az új magyar ordinárium talán első többszólamú feldolgozása.)
Nem távolodott el a beattől, a rocktól, a Zenith után a Pannónia, majd a Gemini együttesben játszott.  A vallásos meghatározottság, a klasszikus muzsika, a magyar népzene, de főleg a kor meghatározó beat együttesei, a Beatles, a Byrds, a Kinks, az Animals zenéje volt rá nagy hatással.
Akkoriban a nyugati zenéket a Szabad Európa Rádiót hallgatva érte el Magyarországon. Először arra gondolt, hogy írni kellene szövegeket az új zenéhez, de aztán tanulmányozta a Szent vagy, Uram! orgonakönyv szövegeit, és inkább ezekre írt dallamot.
Volt ennek egy másik oldala is, abban a korban, amikor a kommunizmus gátakat szabott, úgy érezte, biztosabb, ha elfogadott szövegeket használ fel. A történelmi jelentőségű Mátyás-templomban megtartott  előadásra ötezer ember jött el, akik nemcsak a templomot, hanem az előtte lévő teret is megtöltötték.
A rendőrség teljes készültségben vonult fel, az együttest kordonnal körbezárták.
Szilas Imre rendőri fenyegetés miatt hamarosan emigrációba kényszerült, és Amerikában telepedett le. Itt fejezte be zenei tanulmányit, orgonaművész, zeneszerző lett és egyházzenéből ledoktorált. 2011. óta a pasadenai Westminster Presbyterian Church orgonistája.
Dalait közül az egyik legismertebb az Üdvözlégy Mária. 1991-ben, amikor II. János Pál pápa Budapestre látogatott, az Üdvözlégy, Máriát énekelték a pápa érkezésére várók.
Magyarországon többször is játszik beatmisét, ahol Bardóczi Gyula dobossal – mindketten volt Gemini-tagok – lép fel. 2019-ben például Szilas Imre mintegy 50 évvel ezelőtt írt Beatmiséjét mutatták be Balatonszabadi-Sóstón, a kápolna megújulásának ünnepe alkalmából, Örvendjetek, vigadjatok címmel.
2021-ben a Szikra-díj életműdíjával tüntették ki.
Egy leánygyermeke van.

## Jegyzetek

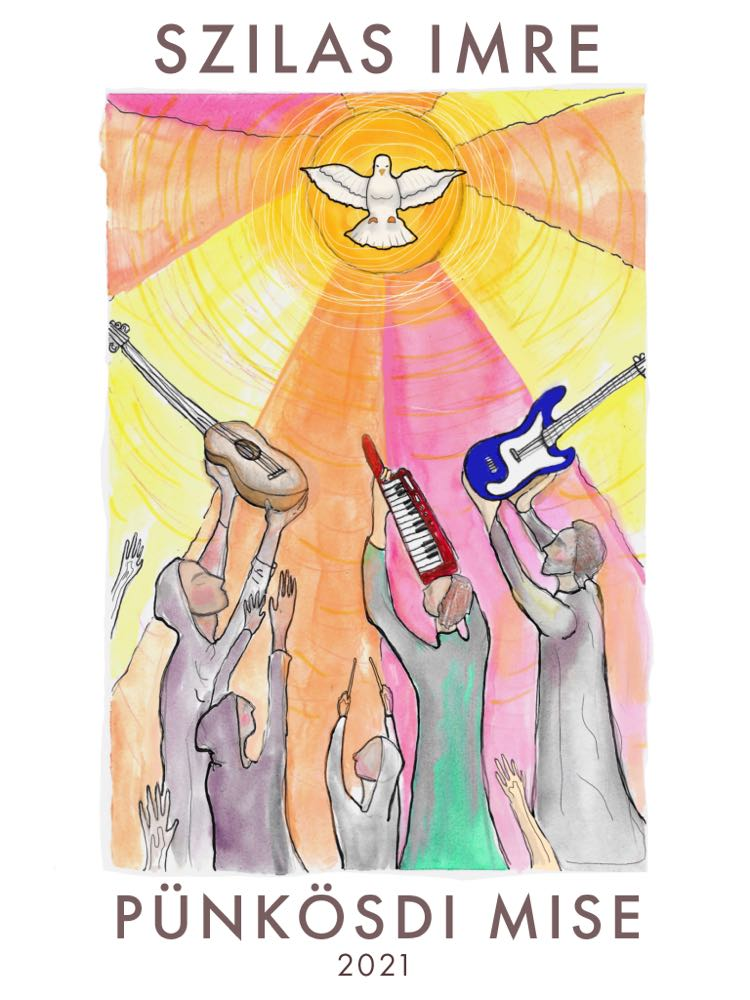
2021-ben született Pünkösdi misét Bardóczi Gyula barátja kérésére komponálta, akivel még a Geminiben játszottak együtt. A mise bemutatására 2022. június 12-én került sor a soroksári Fatimai Szűzanya templomban.